# Znak Spadochronowy

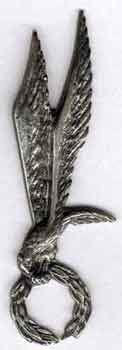
Znak Spadochronowy

Znak Spadochronowy – odznaka bojowa dla żołnierzy, którzy brali udział w bojowej akcji spadochronowej. Prawo do noszenia znaku zwykłego mają żołnierze posiadający wyszkolenie przewidziane dla oddziałów spadochronowych.

## Historia
20 czerwca 1941 Wódz Naczelny Wojska Polskiego gen. Władysław Sikorski podjął decyzję o ustanowieniu Znaku Spadochronowego, jako elementu wyróżniającego nowy rodzaj wojsk polskich podczas tworzenia 1 Samodzielnej Brygady Spadochronowej.
Referentem projektu Znaku Spadochronowego gen. Sikorski wyznaczył kpt. Macieja Kalenkiewicza. Zgodnie z intencją Sikorskiego znak ten miał być odznaką polskiego spadochroniarza, tak jak „gapa” odznaką lotnika. Projekt znaku zamówił przyjaciel Kalenkiewicza (obaj byli współtwórcami cichociemnych) kpt. Jan Górski, w sierpniu 1940 w obozie Polskich Sił Zbrojnych w Biggar.
Projekt graficzny znaku wykonał Marian Walentynowicz. Inspiracją była wcześniej opracowana przez niego okładka do emigracyjnego (wojennego) wydania książki Józefa Kisielewskiego „Ziemia gromadzi prochy”.
20 czerwca 1941 Wódz Naczelny podpisał rozkaz ustanawiający Znak Spadochronowy.
Oto jego istotne fragmenty:
1. Zatwierdzam Znak Spadochronowy w kształcie spadającego do walki orła. Na obczyźnie, gdzie myśli wszystkich Polaków biegną ustawicznie do chwili powrotu – a obraz jego różne w wyobraźni przybiera kształty – ma to sens szczególny. Wojsko Polskie widzi swój powrót w walce, poświęceniu i chwale. Chcemy, by orły naszych sztandarów zwycięsko spadły na wroga, zanim spoczną na swojej oswobodzonej ziemi.
2. Ustalam dwa rodzaje Znaku Spadochronowego: bojowy i zwykły. Bojowy Znak Spadochronowy różni się od zwykłego tym, że orzeł ma złoty dziób i pazury.
3. Znak nosi się na lewej piersi powyżej orderów.
4. Na wewnętrznej stronie znaku jest wyryte hasło: „Tobie Ojczyzno” i numer ewidencyjny znaku.
5. Prawo noszenia znaku bojowego mają tylko żołnierze, którzy brali udział w bojowej akcji spadochronowej. Prawo do noszenia znaku zwykłego mają żołnierze posiadający wyszkolenie przewidziane odnośnymi rozkazami dla oddziałów spadochronowych.
6. Znak Spadochronowy bojowy nadaje Naczelny Wódz (...)

23 września 1941 w obecności Naczelnego Wodza i licznie zaproszonych gości na placu ćwiczeń w rejonie Kincraig w Szkocji, odbyły się pierwsze ćwiczenia bojowe polskich oddziałów spadochronowych – od tego dnia 1 SBS. Po zakończeniu pokazu gen. Sikorski wręczył żołnierzom Brygady oraz zaproszonym gościom: bryg. Gubbinsowi i por. Klauberowi z SOE (ang. Special Operations Executive) pierwsze zwykłe Znaki Spadochronowe.
Znaki te otrzymali wszyscy spadochroniarze przeszkoleni w ośrodkach spadochronowych w Wielkiej Brytanii, a później we Włoszech, a więc żołnierze Brygady Spadochronowej, cichociemni, żołnierze Samodzielnej Kompanii Grenadierów i kurierzy polityczni przeznaczeni do służby krajowej, polscy skoczkowie skaczący w ramach SOE do różnych krajów okupowanej Europy oraz spadochroniarze innych narodowości, którzy przeszli polskie przeszkolenie.
Łącznie przyznano 6536 Znaków Spadochronowych, w tym 468 skoczkom z innych państw:
- 238 Francuzom
- 172 Norwegom
- 46 Brytyjczykom
- 4 Belgom
- 4 Holendrom
- 2 Czechom
- 2 Amerykanom.

20 listopada 1944 – dwa miesiące po operacji „Market-Garden” – Minister Obrony Narodowej, wydał rozkaz zmieniający dotychczasowy wzór bojowego Znaku Spadochronowego: „Do zwykłego Znaku Spadochronowego dodaje się pozłacany wieniec laurowy, przymocowany od spodu do szponów orła”.

### Znak Spadochronowy AK
7 lutego 1954 w Londynie, zarządzeniem Kierownika Ministerstwa Obrony Narodowej został ustanowiony Znak dla Skoczków do Kraju, czyli Znak Spadochronowy Armii Krajowej. Różni się on od bojowego Znaku Spadochronowego z 20 listopada 1944 tym, że wewnątrz wieńca laurowego ma umieszczoną srebrną kotwicę „Polski Walczącej”. Edycja tej odmiany jest niewielka i obejmuje 316 numerowanych egzemplarzy. Tylko tylu cichociemnych udało przerzucić do kraju, wśród nich sześciu zginęło podczas lotu do kraju a trzech zginęło w czasie skoku nad Polską.

### Okres powojenny
Gdy po wojnie, w ludowym Wojsku Polskim powstała pierwsza jednostka powietrznodesantowa, przyjęte w niej odznaki skoczka i instruktora spadochronowego wojsk lotniczych. Odznaka skoczka, przyznawana po jednym skoku, miała postać spadochroniarza na spadochronie ze zwykłym orłem nad czaszą (wzorowana była na radzieckiej odznace skoczka spadochronowego; w miejscu czerwonej gwiazdy umieszczono białego orła; odznakę ze względu na kształt potocznie określa się mianem „spławika”), natomiast odznaka instruktora to orzeł lotniczy z wieńcem i spadochronem. W związku z wysokim poziomem wyszkolenia w wojskach powietrznodesantowych w 1964 roku wprowadzono odznakę spadochronową W.P.D. w kształcie dotychczasowej odznaki instruktorskiej. Krok ten spotkał się z protestem ze strony wojsk lotniczych, w efekcie czego w 1967 powstały odznaki dla Wojsk Powietrznodesantowych wzorowane na Bojowym Znaku Spadochronowym z 1944 roku.
W tej odznace wprowadzono niewielkie zmiany w stosunku do pierwowzoru: na odwrocie nie było już napisu „Tobie Ojczyzno”, w wieńcu umieszczono wymienną wkładkę wskazującą liczbę oddanych skoków lub klasę specjalisty wojskowego (instruktorzy). W Odznace Skoczka orzeł i wieniec są oksydowane, w Odznace Instruktora zachowano wieniec złocony. Zgodnie z zarządzeniem z 1 lipca 1974 roku w obowiązujących wzorach odznak instruktorów spadochronowych wojsk lotniczych i W.P.D., zamiast liczby wykonanych skoków wprowadzony został nr uzyskanej klasy kwalifikacyjnej (I, II, III, M). Odznaki były numerowane do lat 90.

### Odznaka spadochronowa FR
Ustanowiona i zatwierdzona w marcu 1993 roku w Jednostce Poszukiwawczo-Ratowniczej – odznaka Skoczka Spadochronowego Formacji Ratowniczych Rzeczypospolitej Polskiej nadawana jest w oparciu o regulamin szczegółowo określający warunki uzyskania tego specjalnego wyróżnika mundurowego. Jest on przeznaczony dla ratowników z formacji ochotniczych i profesjonalnych różnych specjalności, posiadających wyszkolenie spadochronowo-desantowe. Odznaka w swej formie nawiązuje do owianego wojenną chwałą Znaku Spadochronowego Polskich Sił Zbrojnych na Zachodzie, autorstwa Mariana Walentynowicza. Pikujący do walki orzeł tradycyjnie symbolizuje bezgraniczne oddanie służbie dla Polski, złoty wieniec w jego szponach stanowi potwierdzenie wykonania skoku spadochronowego w warunkach bojowych. Odznakę SS FR RP prócz wymiarów odróżnia również kształt i kolor wieńca. Ułożony z amarantowych płomyków, którego czerwień jako symbol życia, nawiązuje do stałej gotowości ratowania ludzkich istnień. Aspirujący do uzyskania prawa noszenia tej prestiżowej odznaki strażak – ratownik lub specjalista innej formacji ratowniczej, prócz wykonania normy samodzielnych skoków ze spadochronem, musi dodatkowo zaliczyć tzw. Marsz Prawdy (100 km, w ciągu 24 godzin) oraz legitymować się wyszkoleniem ratowniczym na poziomie co najmniej podstawowym. Zwolnione z tego są osoby legitymujące się co najmniej roczną służbą w pododdziale operacyjno-technicznym KSRG lub w innym uznanym systemie ratowniczym. W przypadku posiadaczy tytułu instruktora lub skoczka spadochronowego wojsk powietrznodesantowych, wymagane jest jedynie udokumentowanie wyszkolenia ratowniczego. Natomiast, ubiegających się o nadanie OSS FR RP absolwentów szkół pożarniczych PSP (na poziomie oficerskim, aspiranckim i podoficerskim) obowiązuje jedynie udokumentowanie przez uprawniony podmiot wykonania minimum pięciu skoków spadochronowych (z dowolnego typu statku powietrznego i w dowolnym systemie otwarcia). Z chwilą powołania do życia Korpusu Formacji Ratowniczych Rzeczypospolitej Polskiej, nadawanie tytułu i uprawnień Skoczka Spadochronowego FR, należy do wyłącznej kompetencji jego komendanta, a fakt ten jest ogłaszany w Rozkazie Personalnym KFR PR. On też wydaje stosowną legitymację potwierdzającą prawo noszenia OSS RF. Na umundurowaniu galowym i wyjściowym Odznaka (w wersji metalowej) noszona jest po lewej stronie bluzy mundurowej, 55 mm powyżej krawędzi wszycia górnej kieszeni (nad baretkami odznaczeń). Dopuszczalne jest również noszenie Odznaki w formie haftu komputerowego na innych rodzajach umundurowania lub odzieży specjalnej – zgodnie z przepisami ubiorczymi danej formacji.

## Galeria

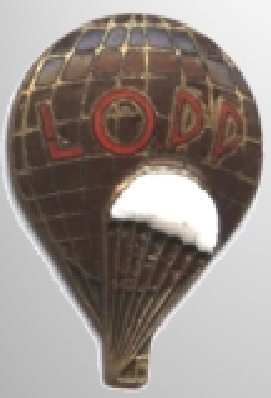
Odznaka Skoczka Spadochronowego II kl.[a]
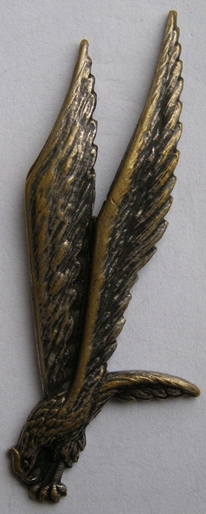
Zwykły znak spadochronowy (1941)
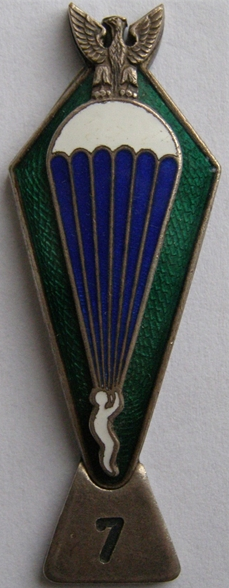
Odznaka ustanowiona zarządzeniem MON w 1954[b]
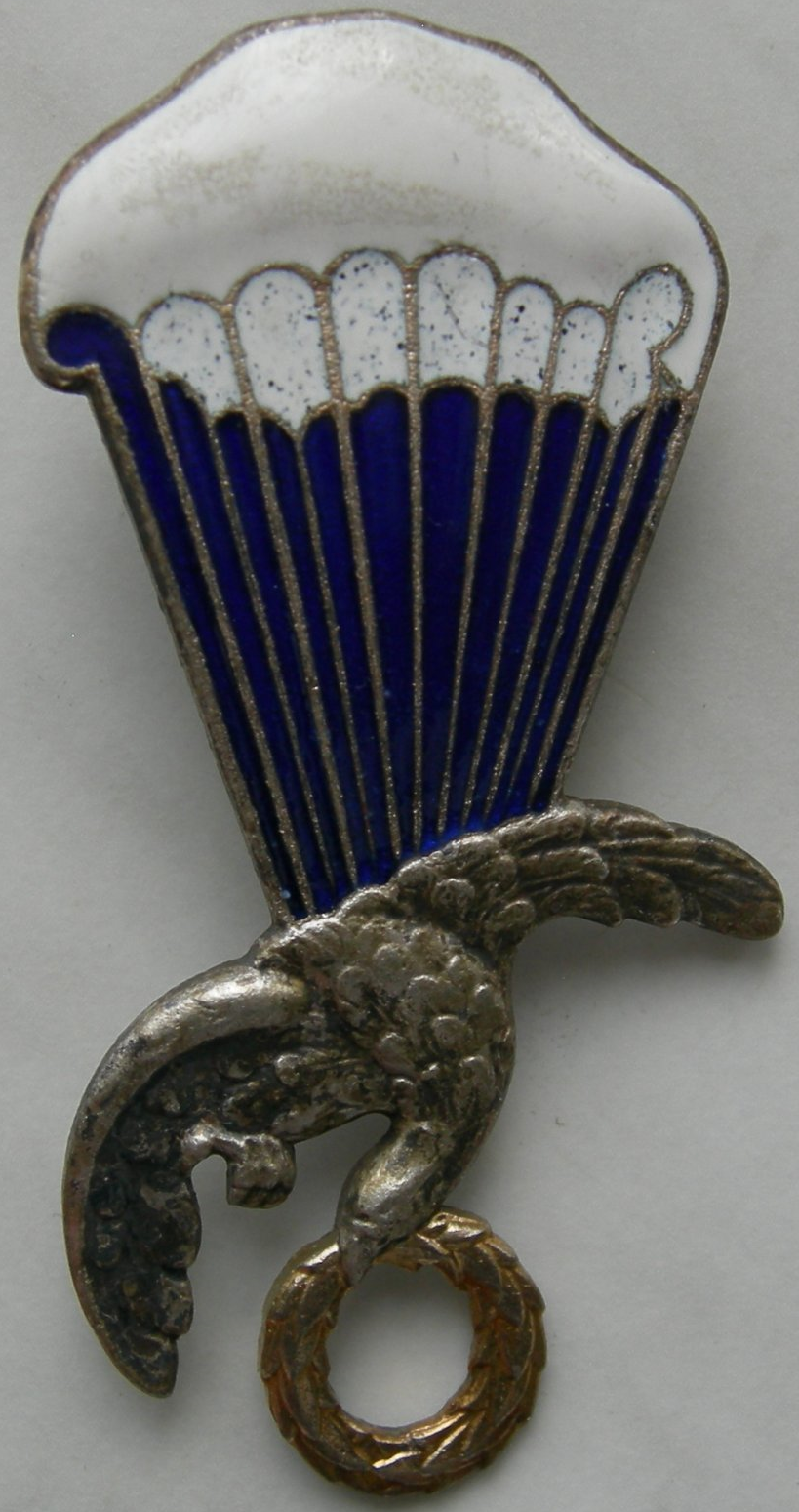
Odznaka ustanowiona zarządzeniem MON w 1954[c]
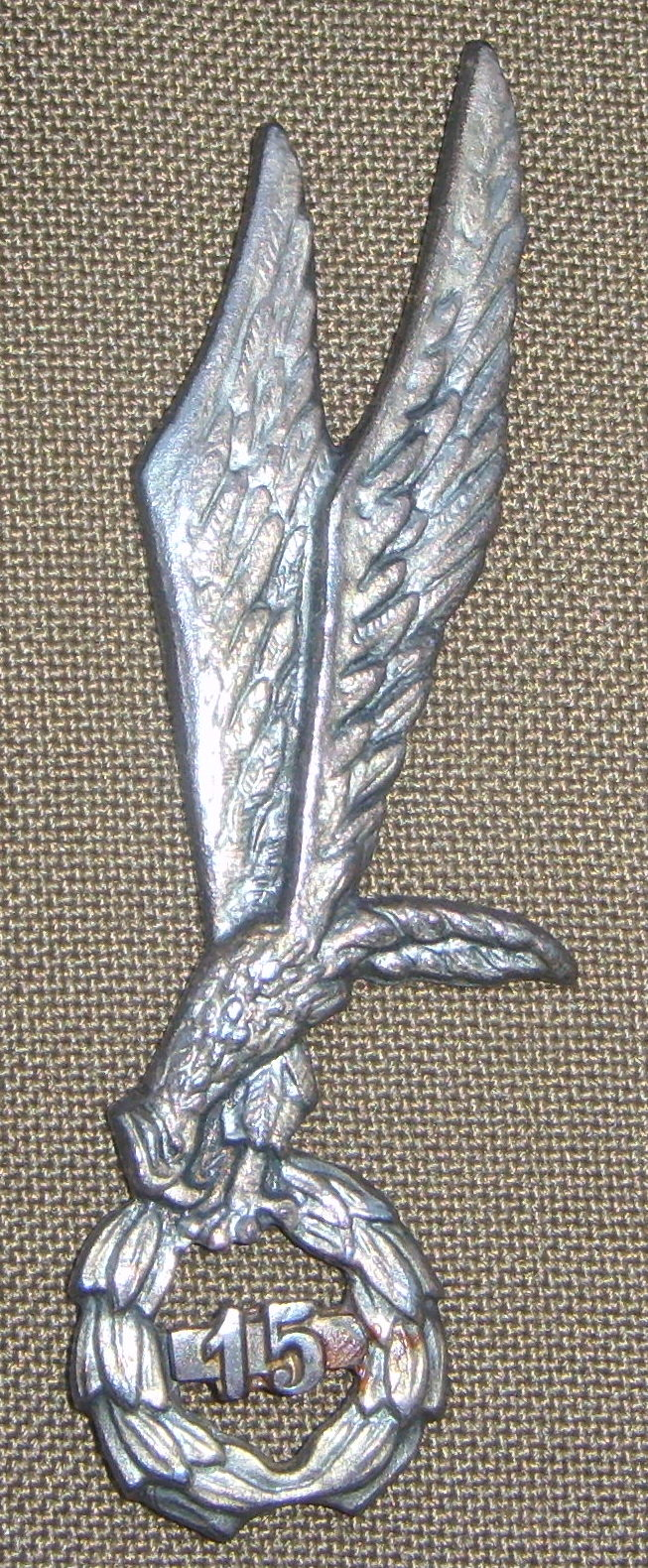
Odznaka skoczka spadochronowego wojsk powietrznodesantowych (1967)
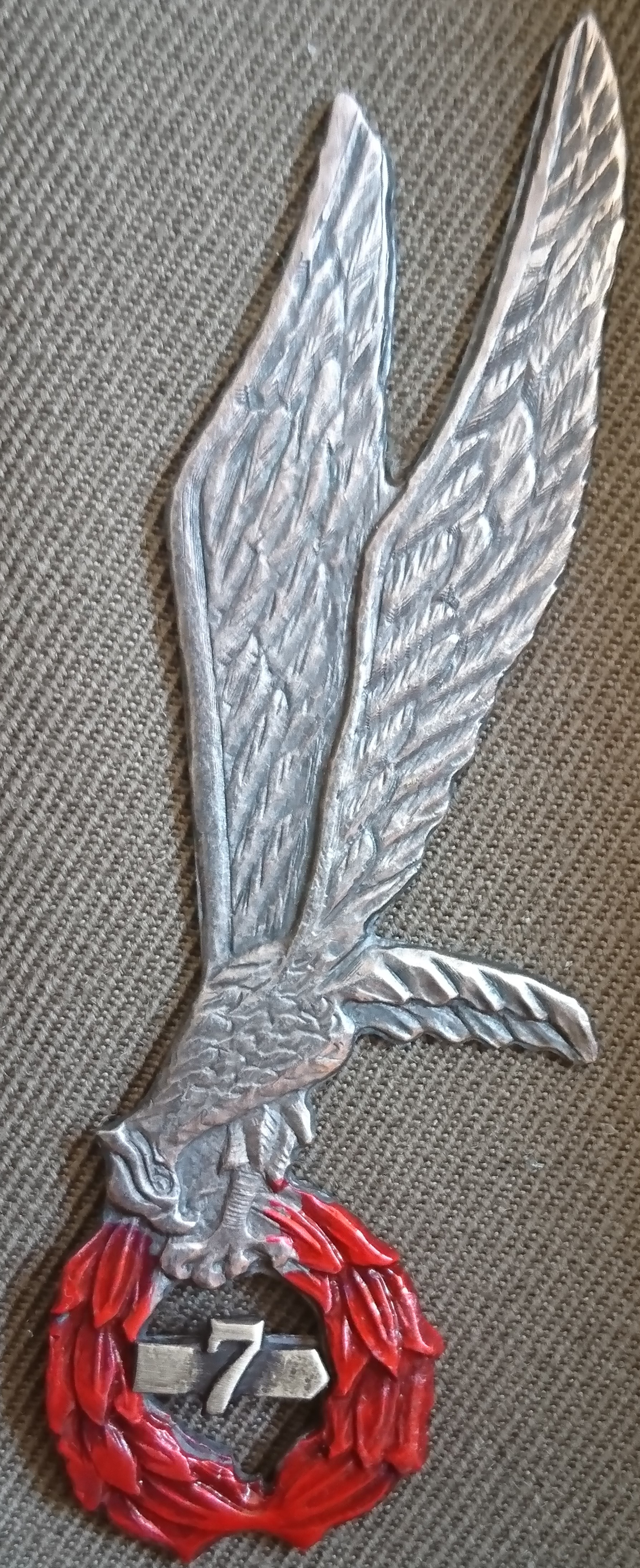
Skoczek Spadochronowy Formacji Ratowniczych Rzeczypospolitej Polskiej